# Thomas William Marshall (peintre)
Pour les articles homonymes, voir Thomas William Marshall et Marshall.
Thomas William Marshall est un peintre post-impressionniste et aquarelliste anglais né le 17 octobre 1875 à Donisthorpe (en) en Angleterre et mort le 2 septembre 1914 à Paris.
Il a peint des paysages, des portraits et des nus et réalisé des aquarelles à Paris, en Île-de-France, en Normandie, en Haute-Savoie, sur la Côte d'Azur et surtout en Corse où il a vécu durant plusieurs années. Entre 1904 et 1914, il a exposé ses œuvres à Paris au Salon d'Automne, au Salon des indépendants et à la Nationale des Beaux-Arts, à une époque où ces salons étaient à l'apogée de leur gloire avec Marquet, Modigliani, Sickert, Kandinsky, etc.

## Biographie

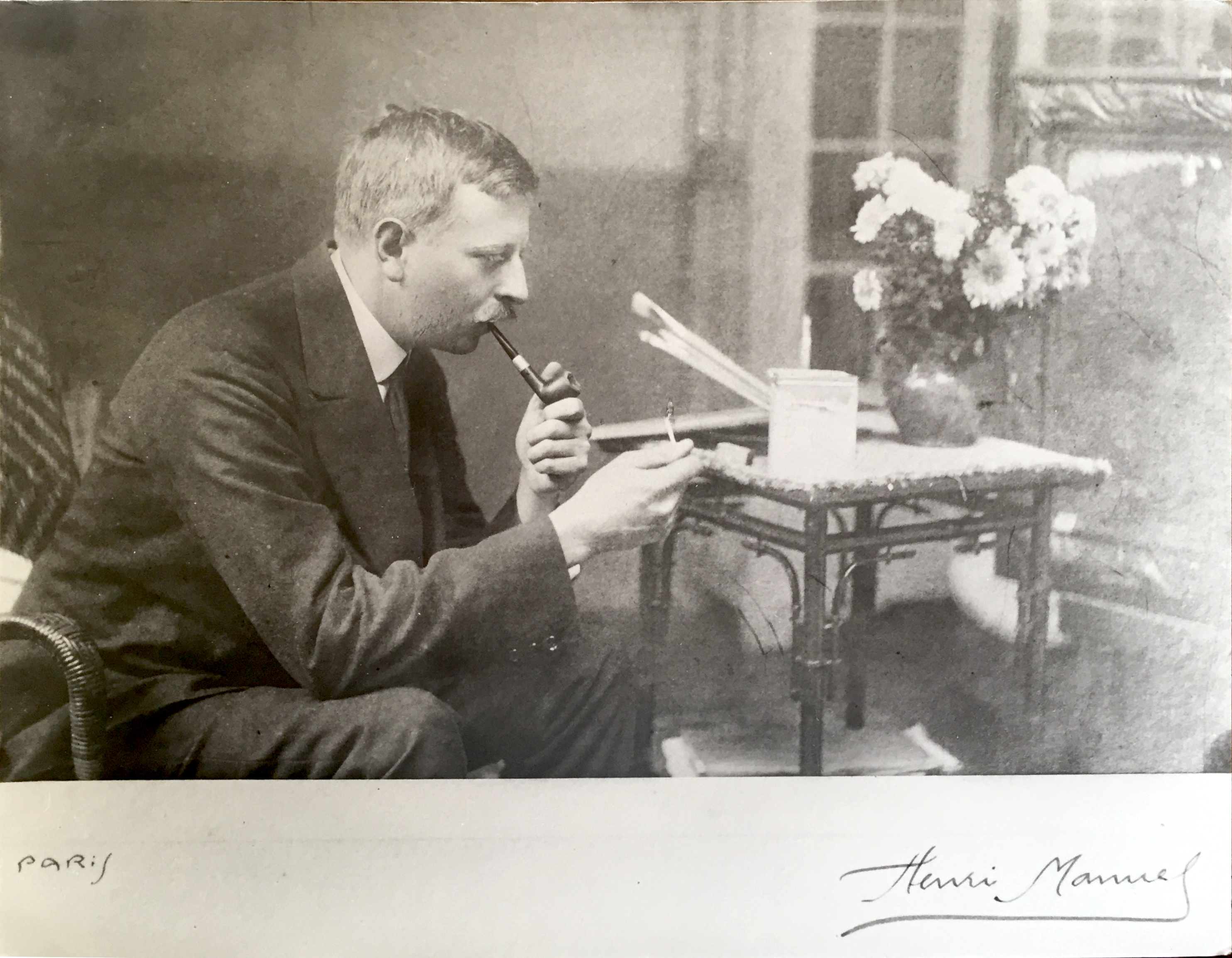
Thomas William Marshall photographié par Henri Manuel.

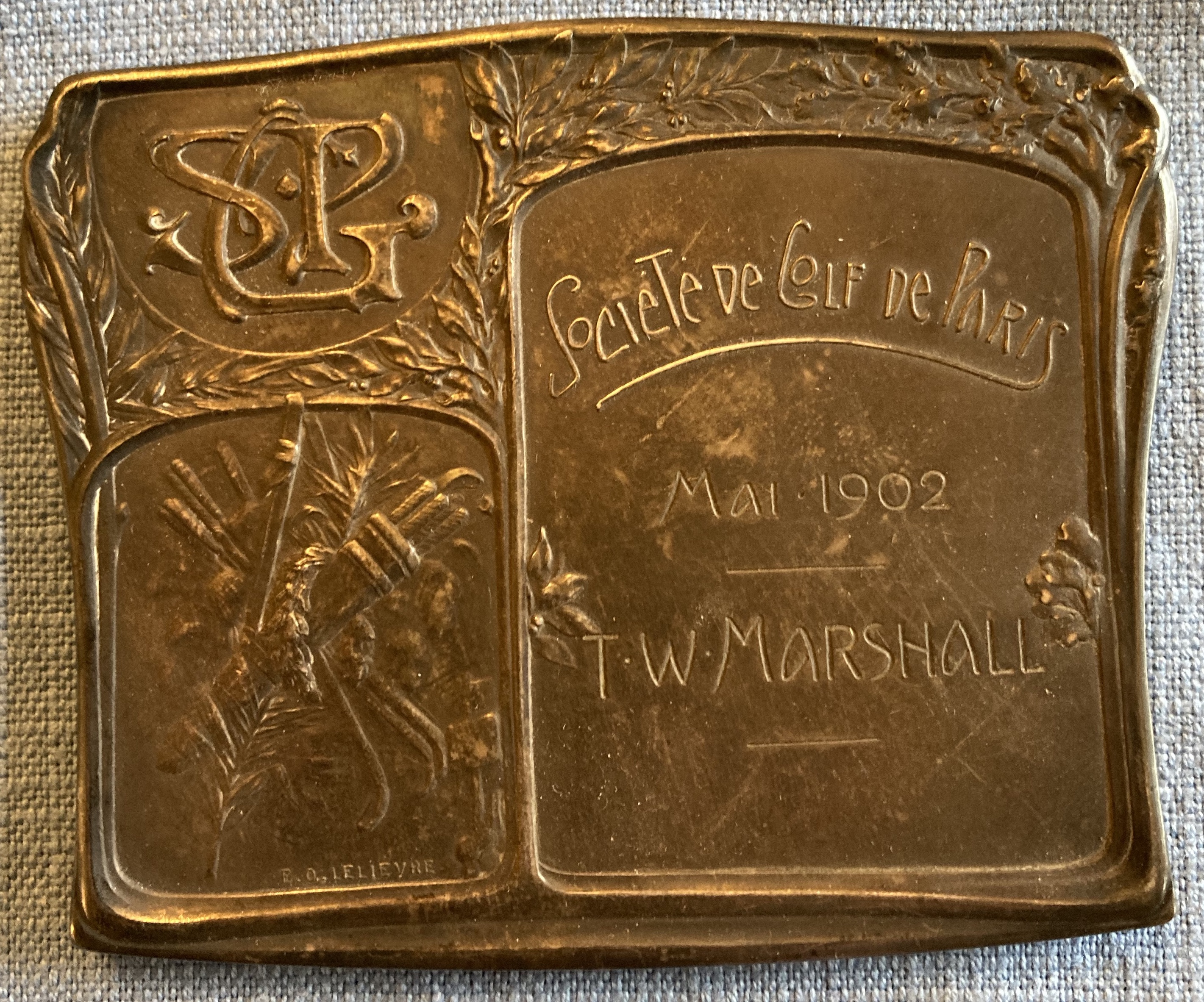
Médaille de la Société de Golf de Paris (1902).

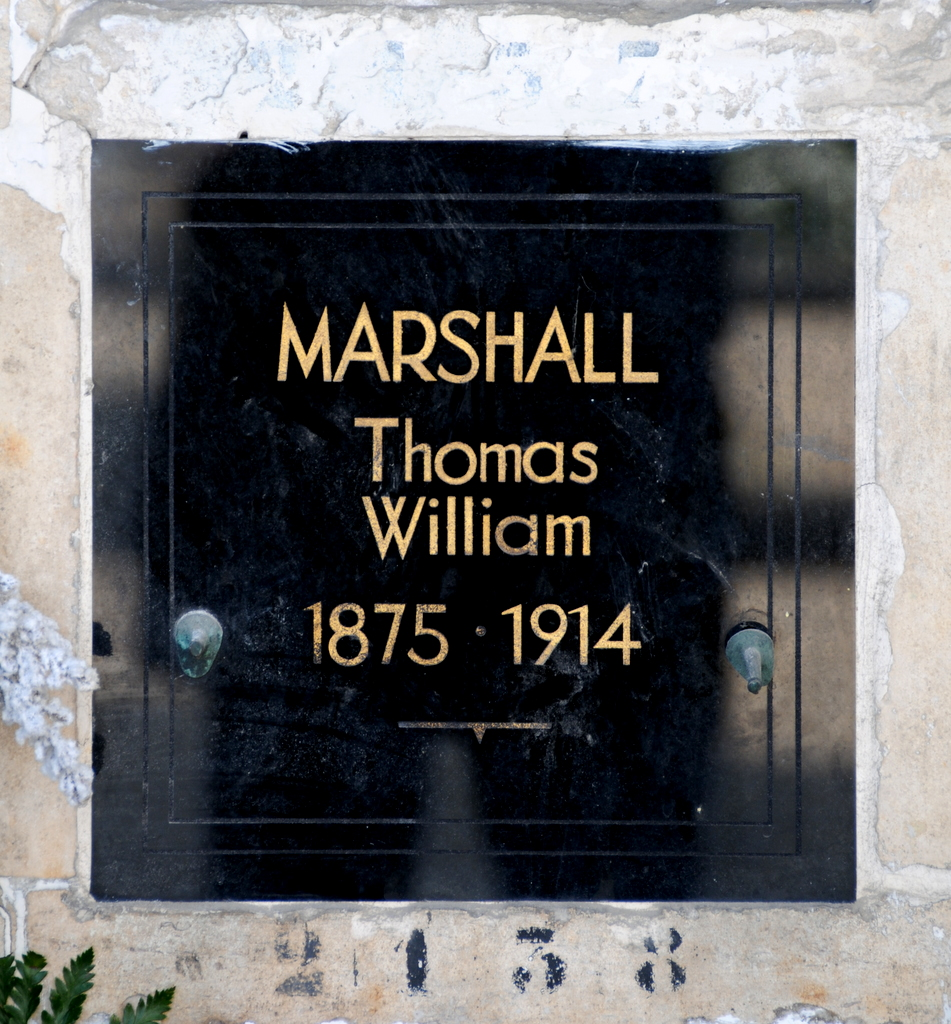
Case au columbarium du Père-Lachaise.

Thomas William Marshall est né en 1875 à Donisthorpe (en) dans le Derby en Angleterre. Il est le fils de Robert Aldred Marshall (1852-1884) un riche ingénieur des mines du Nottinghamshire, mort dans l'un des accidents de train de Penistone (en), et de Dorothy Ann Tarr (1852-1879). Il eut un frère Francis (1877-1914) qui fit une carrière militaire dans le King's Regiment (Liverpool) (en) et mourut des suites de ses blessures à la Bataille de l'Aisne (1914), et une demi-sœur Dorothy Mary (1882-1981) née d'un second mariage de son père avec Elizabeth Goodwin. Il serait le cousin germain du joueur de rugby anglais Frank Tarr. Orphelin de mère dès l'âge de 3 ans, et de père à 8 ans, Thomas William aurait été élevé par ses tantes à Farnham près de Londres. Il fait de brillantes études à Oxford et à Cambridge[réf. nécessaire].
Désireux de devenir peintre mais de santé fragile, il quitte l'Angleterre pour s'installer à Paris en 1897 et s'inscrit à l'Académie Julian. Il y rencontrera le Canadien Albert Henry Robinson qui deviendra son élève et ami,,. À Paris il retrouve des amis peintres anglais tels Ernest Yarrow Jones (1872-1951) et dès 1900, il participe avec succès à quelques expositions parisiennes. Il aura son atelier successivement à Paris au 3 rue Campagne-Première, au 51 rue de Sèvres, au 49 boulevard du Montparnasse, puis en Corse dans les environs de Bastia à la Villa des Cappuccini en 1913, et enfin à la Villa Fortuné Thiers à Minelli en 1914, l'année de son décès.
En 1904, il fait son entrée au Salon d'Automne où il exposera tous les ans jusqu'en 1913, en moyenne cinq à six toiles ou aquarelles par salon. Il est nommé Sociétaire du Salon en 1908. Parallèlement, il exposera au Salon des indépendants en 1906 puis de 1908 à 1914, à la Nationale des Beaux-Arts en 1911 et au London Salon à Londres de 1908 à 1914, salon dont il était membre avec Walter Sickert.
Thomas William Marshall était membre de la Société de golf de Paris et a fréquenté le golf de La Boulie à ses débuts. Il a ainsi réalisé de nombreux dessins et caricatures portant sur ce sport. Il a été photographié dans son atelier par Henri Manuel, portraitiste des personnalités politiques et artistiques de la première moitié du XXe siècle.
Pour des raisons de santé, il part sur la Côte d'Azur puis s'installe en Corse en 1908, où il réalise une grande partie de son œuvre (huiles sur toile ou sur carton, aquarelles, caricatures). Les toiles de paysages et scènes de la vie corse qu'il ramène et expose à Paris lui valent de nombreux éloges de la part des critiques d'art de l'époque.
En 1910, Thomas William Marshall épouse Marie-Louise Désagullier qui était sa muse et compagne depuis leur rencontre en 1904. Les peintres André Chapuy et Ernest Yarrow Jones sont leurs témoins de mariage. Il meurt prématurément d'une tuberculose le 2 septembre 1914 à 23h30 à son domicile parisien Boulevard du Montparnasse, à l'âge de 38 ans, au moment où il était en pleine possession de son talent. Il aurait laissé plus de 200 toiles. Il est incinéré au cimetière du Père-Lachaise et ses cendres sont déposées au columbarium (87e division, case no 2137).
Plus favorisé que d'autres artistes contemporains, le peintre n'eût pas trop besoin de vendre sa peinture pour vivre ; mais c'est pour cette même raison qu'il est resté relativement inconnu jusqu'à sa redécouverte par le critique d'art Yann Le Pichon en 1984. L'un des tableaux de Thomas William Marshall, un paysage de Corse peint en 1910, est sélectionné par un jury de spécialistes et amateurs d'art, exposé à l'Espace Cardin aux Champs-Élysées et reproduit en couleurs dans un numéro de Paris-Match en décembre 1984.
Plusieurs expositions lui ont ensuite été consacrées : au Salon des indépendants à Paris en 1986, au Salon d'Automne en 1987 où une salle entière lui est dédiée en hommage, et deux expositions personnelles à Bastia en 1988 et à Villefranche-sur-mer en 1993. Le musée de Beauvais fait l'acquisition d'un tableau en 1987. Les musées de Bastia et Villefranche-sur-Mer ont chacun conservé un ou plusieurs tableaux dans leur collection publique.
En 2020, l'École du Louvre lui consacre un mémoire d'étude en Histoire de l'Art intitulé Thomas-William Marshall (1875-1914) : Expositions et réception critique, rédigé par Julie Vincent-Carrefour sous la direction de Cécilie Champy-Vinas (conservatrice au Petit Palais de la Ville de Paris), Dominique Lobstein (historien d’art), et Richard Schuler (conservateur au Musée de l’Oise).

## Œuvres
Saluée par Jacques Foucart, conservateur général du Département des peintures au Musée du Louvre, l'œuvre picturale du peintre anglais Thomas William Marshall est à la fois éclairée par les derniers feux du XIXe siècle et par l'impressionnisme finissant. Composée de nombreuses toiles et aquarelles, d'une rare qualité, son œuvre peut se rattacher au mouvement post-impressionniste, symboliste parfois, neo-japonard ou nabis. Quel que soit son classement, elle demeure profondément originale,.
|                                                                        |
| Maison et reflets sur l'eau en Île-de-France (huile sur toile, (1905). |

|                                 |
| Le Tub (huile sur toile, 1906). |

|                                                                    |
| Barques et reflets à Villefranche-sur-Mer (huile sur toile, 1907). |

|                                                   |
| Les Bouquinistes (Paris) (huile sur toile, 1907). |

|                                                                       |
| Amandiers en fleur au bord de la mer (Corse) (huile sur toile, 1910). |

|                                                              |
| Rade de Bastia à travers les arbres (huile sur toile, 1913). |

|                                      |
| Les Charrettes en hiver (aquarelle). |

|                                               |
| Square parisien en bord de Seine (aquarelle). |

## Expositions

### Salon d'Automne (1904-1913 et 1987)

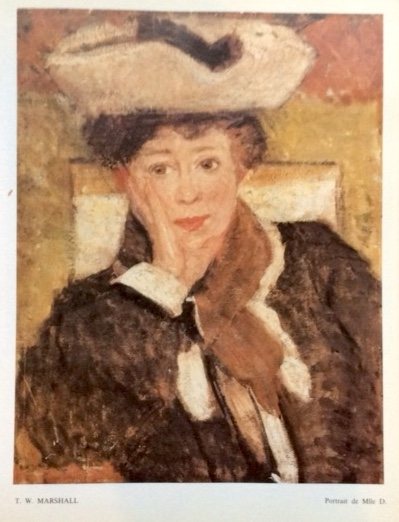
Portrait de Mlle D (1906) - Catalogue du Salon d'automne 1987 : Hommage à TW Marshall.

Œuvres exposées au Salon d'Automne 1904
- 866. Poigny (paysage).
- 867. Printemps.
- 868. Le Pommier.
- 869. Le Petit Cottage.
- 1571. Paysage (aquarelle).
- 1572. Le Petit Paris, Dieppe (aquarelle).
- 1573. Une vieille ruelle (paysage aquarelle).

Œuvres exposées au Salon d'Automne 1905
- 1050. Sunshine and shadow.
- 1051. Bords du Canal St-Vinnemer.
- 1052. Villefranche.
- 1053. Verger.
- 1054. La « Miekmaid » (aquarelle).
- 1055. Les Oies (aquarelle) (pastelle).
- 1056. Chaumière (aquarelle).

Œuvres exposées au Salon d'Automne 1906
- 1148. Bords de la Seine (temps gris).
- 1149. Canal (temps gris).
- 1150. Crue de la Seine.
- 1151. Peupliers.
- 1152. Reflet (Villefranche).
- 1153. Le Tub.

Œuvres exposées au Salon d'Automne 1907
- 1223. Les Citronniers, à Villefranche-sur-Mer.
- 1224. Coin de Terrasse (Jardin du Luxembourg).

Œuvres exposées au Salon d'Automne 1908
- 1358. Pietranera
- 1359. Amandiers printemps (Corse)
- 1360. Citronniers à Villefranche

Œuvres exposées au Salon d'Automne 1909
- 1163. Vallée de Centiori (Cap Corse).
- 1164. Couvent de S. Martino-di-Lota (Corse).
- 1165. Pietranera (Corse).
- 1166. Temps gris à la montagne (Corse).
- 1167. Chavenay (S.-et-O.).
- 1168. Intérieur (après déjeuner).

Œuvres exposées au Salon d'Automne 1910
- 821. Orangers, Ajaccio.
- 822. La Baie d'Ajaccio.
- 823. Gitanes au marché d'Ajaccio (aquarelle).
- 824. Retour du marché (aquarelle).

Œuvres exposées au Salon d'Automne 1911
- 1065. Faverges (Haute-Savoie).
- 1066. Avant la moisson (Haute-Savoie).
- 1067. La Seine : au Pont Royal.
- 1068. La Seine : Quai d'Orsay.
- 1069. La Seine : du Pont des Arts.
- 1070. La Seine : Pont des Invalides.

Œuvres exposées au Salon d'Automne 1912
- 1142. Amandiers en fleurs, Minelli (Corse).
- 1143. Le Couvent de San Martino di Lota (Corse).
- 1144. Les Amandiers fleuris (Corse).
- 1145. San Martino di Lota.

Œuvres exposées au Salon d'Automne 1913
- 1450. Bastia (Corse).
- 1451. La Pique (montagne) (Corse).
- 1452. Le Couvent de St Antoine à travers les fourrés (Corse).
- 1453. Cyprès, couvent de Bastia (Corse).
- 1454. La Pique sous la neige (Corse.

Œuvres exposées au Salon d'Automne 1987
Hommage organisé par Édouard Georges Mac-Avoy, alors président du Salon d'Automne, avec l'exposition de 18 tableaux dans une salle entièrement consacrée à l'ancien sociétaire T.W. Marshall, du 23 octobre au 8 novembre 1987.
- 1. Coin de terrasse au Luxembourg
- 2. Les Quais de la Seine à Paris
- 3. Le Port de Villefranche-sur-Mer
- 4. L'Atelier à Montparnasse
- 5. Portait de Mlle D
- 6. La Barque
- 7. Le Tub
- 8. Le Village de San Martino Di Lota (Corse)
- 9. Le ‘‘Libeccio’’
- 10. Amandier en fleurs
- 11. Portrait de Mrs Jones
- 12. Verger en Normandie
- 13. Les Oies
- 14. Figuiers de Barbarie
- 15. Village de Morsiglia (Corse)
- 16. Sous la tonnelle
- 17. Bord de mer en Corse
- 18. Le Petit Cottage

### Salon des indépendants (1906, 1908-1914, 1986)
Œuvres exposées au Salon des indépendants 1906
- 3351. Le Pont des Arts.
- 3352. Portrait de Mlle D.
- 3353. Le Pont Royal.
- 3354. Merisier en fleurs.
- 3355. Le Verger.
- 3356. Soleil d'été.
- 3357. Effet de neige (Luxembourg).
- 3358. Temps gris.

Œuvres exposées au Salon des indépendants 1909
- 1686 à 1687 (2 tableaux). Étude au cap Core.

Œuvres exposées au Salon des indépendants 1910
- 3518 à 3523 (6 tableaux). Étude d'amandiers fleuris, Ajaccio (Corse).

Œuvres exposées au Salon des indépendants 1911
- 4107. Citronniers d'Ajaccio.
- 4108. La Baie d'Ajaccio.
- 4109. Pont Royal (aquarelle).
- 4110. Jardin du Luxembourg (aquarelle).
- 4111. La Seine à l'Alma.
- 4112. Villefranche-sur-Mer.

Œuvres exposées au Salon des indépendants 1912
- 2176. Le Parmelan (Hte Savoie).
- 2177. Amandiers rose.
- 2178. Amandier fleuri.

Œuvres exposées au Salon des indépendants 1913
- 2017. Cyprès (couvent de Bastia), Corse.
- 2018. Bastia à travers les arbres (Corse).
- 2019. La Route de Saint-Florent (Corse).

Œuvres exposées au Salon des indépendants 1914
- 2197 à 2199 (3 tableaux). Paysage corse.

Œuvres exposées au Salon des indépendants 1986
Hommage à T.W. Marshall avec 6 tableaux exposés au Grand Palais à Paris.

### La Libre Esthétique (1906)
Œuvres exposées à La Libre Esthétique. La Treizième Exposition 1906
Liste des œuvres exposées à La Libre Esthétique de Bruxelles.
- 157. Le Reflet, port de Villefranche
- 158. Le Tub (étude de nu)
- 159. Les Peupliers, Joigny
- 160. Les Bords du canal, Saint-Vinnemer
- 161. Villefranche, vu de la Petite Corniche

### London Salon (1908-1914)
Liste des œuvres exposées au London Salon (Allied Artists' Association) à Londres, au Royal Albert Hall de 1908 à 1913, et au Holland Park Hall en 1914. Les prix indiqués entre parenthèses sont ceux du catalogue de l'époque.
Œuvres exposées au London Salon, 1908 (Main Gallery)
- 178. Grey day on the Seine. (16£)
- 179. Lemon trees - Villefranche. (16£)
- 180. Orange trees - Corsica. (16£)
- 181. Almond - Corsica. (16£)
- 182. Pietranera - Corsica. (16£)

Œuvres exposées au London Salon, 1909 (Main Gallery / Section XI)
- 590. Morsiglia - Cape Corse. (21£)
- 591. The Valley of San Martino di Lota (Corsica). (21£)
- 592. Pietranera - Corsica. (21£)

Œuvres exposées au London Salon, 1910 (Main Gallery, section XVII)
- 490. Almond Blossom - Corsica.
- 491. Almonds and the Bay of Ajaccio.
- 492. Corner of the Lemon Grove - Ajaccio.

Œuvres exposées au London Salon, 1911 (Main Gallery, Section XXIV)
- 470. Orange Trees - Ajaccio. (30£)
- 471. Villefranche sur mer. (25£)
- 472. The Last of the Apple Blossom - Poigny. (20£)

Œuvres exposées au London Salon, 1912
- 218. Colette.
- 219. Valley of Chambery.
- 220. The Seine and the Louvre.

Œuvres exposées au London Salon, 1913
- 428. Corsican Landscape.
- 429. Corsican Landscape.
- 430. Corsican Landscape.

Œuvres exposées au London Salon, 1914
- Minelli près Bastia - Corsica.

### Société Nationale des Beaux-Arts (1911)
Œuvres exposées à la Société Nationale des Beaux-Arts 1911
- 914. Citronniers.
- 1614. Matinée de brume (carton).

### Musée de Bastia (juin-septembre 1988)

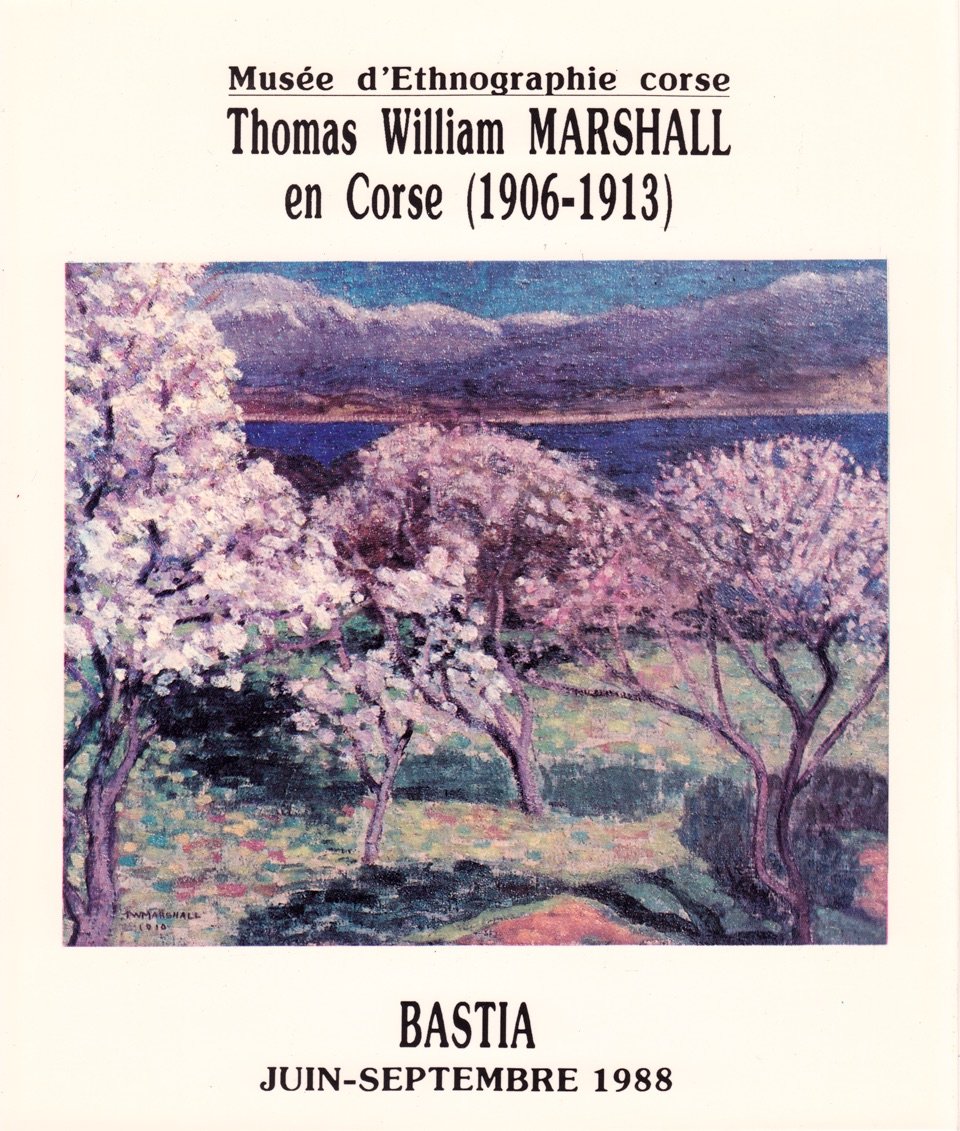
Affiche de l'exposition « Thomas William Marshall en Corse (1906-1913) » à Bastia en 1988.

Exposition personnelle « Thomas William Marshall en Corse (1906-1913) » organisée au Palais des Gouverneurs génois (Bastia, Haute-Corse) par le Musée d'Ethnographie corse sous le haut patronage de la mairie de Bastia. Le catalogue de l'exposition est préfacé par le critique d'art Yann Le Pichon avec des textes de Jacques Foucart (conservateur au Musée du Louvre), Robert Marshall, Jean-Marc Olivesi et Janine Serafini-Costoli.
Huiles sur toiles
- Montagne rose avec arbre au premier plan
- Arbres en fleurs sur terrasse
- Baie d'Ajaccio avec nuages
- Le Couvent de San Martino
- Citronniers
- Amandiers en fleurs devant un mur
- Bord de mer en Corse
- Village de San Martino di Lota
- Rade de Bastia à travers les arbres
- Vallées de Grisgione
- Pêcher en fleur
- Cyprès au pied de la montagne
- Village de Morsiglia
- Citronniers devant un mur
- Amandiers en fleurs au bord de la mer
- Orangers en bord de mer
- Figuiers de Barbarie
- Le Libeccio
- Pietranera
- La villa Damei à Minelli près de Bastia
- Paysanne dans un champ en bord de mer

Huiles sur carton
- Arbres en bord de mer par temps gris
- La Rade de Bastia
- Montagne enneigée
- Berger avec mouton et arbres en fleurs
- Vue de Bastia

Aquarelles
- Torrent de montagne sous un pont
- Chalet dans la montagne
- Vallée de Grisgione
- Les Maisons dans la montagne
- Couvent de San Martino di Lota
- Une rue de Morsiglia
- Scène de rue (curés et paysans)
- La Rade de Bastia (avec 3 cyprès)
- Arbres en bord de mer
- Village dans la montagne
- La Baie d'Ajaccio
- Voiture à âne sous la pluie
- Gitanes à Ajaccio
- Une ruelle à Bastia
- Charrette à âne, cactus, figuiers de Barbarie
- Nuages sur la Montagne
- La Barque
- Coin de marché à Ajaccio
- Le Village de Morsiglia

Caricatures
- La Gardienne
- Le Chasseur
- Le Vagabond
- Le Curé et le Paysan

Cartes postales
- 37 cartes postales illustrées de croquis humoristiques coloriées à l'aquarelle.

### Citadelle de Villefranche-sur-Mer (18 juin au 20 août 1993)

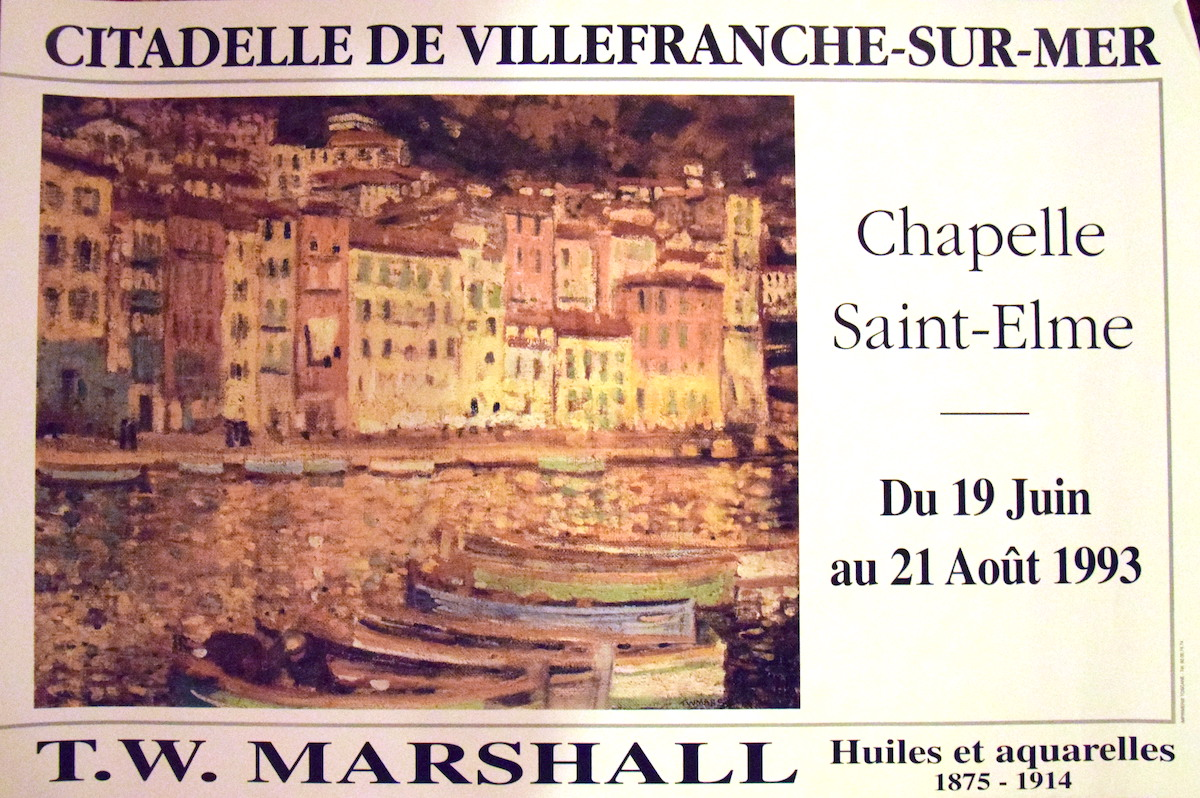
Affiche de l'exposition « Thomas William Marshall » - Citadelle de Villefranche-sur-Mer, 1993.

Exposition personnelle « Rétrospective Thomas William Marshall » de 46 toiles et une vingtaine d'aquarelles, organisée à la Chapelle Saint-Elme à Villefranche-sur-Mer. Le catalogue de l'exposition est préfacé par Jacques Foucart, conservateur général, Département des Peintures au Musée du Louvre. À la suite de l'exposition, le musée conservera un tableau dans sa collection publique : « Reflet (Villefranche) » (1906).
Huiles sur toiles
Paris (nus et portraits)
- 1 - Nu assis de dos
- 2 - Le Tub
- 3 - Portrait de Mrs Jones
- 4 - Le Berceau
- 5 - Sous la tonnelle
- 6 - Jeune femme lisant
- 7 - Portrait de Mr. Jones
- 8 - Jeune femme cousant

Paysages d'Île-de-France
- 9 - La Fenaison
- 10 - Le Manège au Jardin du Luxembourg
- 11 - Remorqueur devant le Musée du Louvre
- 12 - Les Bouquinistes
- 13 - La Barque
- 14 - Pont sur la Seine
- 15 - Le Jardin du Luxembourg
- 16 - La Seine par temps gris
- 17 - Le Bassin du Luxembourg

Normandie et Savoie
- 18 - La Chaumière
- 19 - Le Pommier
- 20 - Les Peupliers
- 21 - Nuages au dessus du village
- 22 - La Gardeuse d'oies
- 23 - Le Village
- 24 - Maisons derrière les peupliers
- 25 - L'Arbre et la Grille
- 26 - L'Église de Faverges

Villefranche-sur-Mer
- 27 - Le Port de Villefranche
- 28 - Les Barques
- 29 - La Barque et les reflets

Corse
- 30 - La Rade de Bastia
- 31 - Arbres et terrasse
- 32 - Échappée sur la mer
- 33 - Les Citronniers
- 34 - Champs en fleurs
- 35 - Le Village de San Martino
- 36 - Baie d'Ajaccio et nuages
- 37 - La Vallée de Grisgione
- 38 - Figuiers de Barbarie
- 39 - Les Cyprès
- 40 - Amandiers en fleurs en bord de mer
- 41 - Le Village d'Erbalonga
- 42 - Amandiers en fleurs
- 43 - Le Libeccio
- 44 - Arbres, mer et montagnes
- 45 - Citronniers le long d'un mur
- 46 - Sous les châtaigniers

Aquarelles
- 47 - Le Troupeau d'oies
- 48 - Les Charretiers à Paris
- 49 - Village de Savoie
- 50 - La Charrette à âne sous la pluie
- 51 - La Charrette à âne au soleil (en Corse)
- 52 - Remorque sur la Seine
- 53 - Les Barques à Villefranche-sur-Mer
- 54 - Péniches près du Pont Alexandre III
- 55 - Femmes au lavoir
- 56 - Place du marché à Bastia
- 57 - Nu debout
- 58 - Nu à genoux
- 59 - Le Bout de la jetée
- 60 - Au jardin du Luxembourg
- 61 - Le Bain du cheval
- 62 - Bateau à étages au Pont Neuf
- 63 - Les Ouvriers au travail
- 64 - La Baie d'Ajaccio
- 4 cartes postales de Villefranche
- 6 cartes (quelques personnages croqués sur le vif)

## Œuvres dans les collections publiques
Musée de l'Oise, Beauvais (Oise)
- Amandiers en fleurs, Corse (1910), Huile sur toile[34].

Musée d'Ethnographie Corse, Bastia (Haute-Corse)
- Montagne rose avec un arbre au premier plan (1912), Huile sur toile 73 x 92 cm[35] ;
- Vue du couvent de San Martino di Lota (1912), Huile sur toile 73 x 92 cm[36].

Musée de Villefranche-sur-Mer (Alpes-Maritimes)
- Reflet, Villefranche (1906), Huile sur toile.

|                                                         |
| Amandiers en fleurs (1910) - Musée de l'Oise, Beauvais. |

|                                                                                          |
| Montagne rose avec un arbre au premier plan (1912) - Musée d'Ethnographie Corse, Bastia. |

|                                                                                    |
| Vue du couvent de San Martino di Lota (1912) - Musée d'Ethnographie Corse, Bastia. |

## Critiques
Quelques extraits de critiques lues dans la presse lors des expositions de T.W. Marshall :
- « Son « Quai de la Seine, temps gris » et son « Coin de terrasse au Luxembourg » sont presque des chefs-d'œuvre, par leur atmosphère délicatement sourde et quand même légère, fluide. Marshall est ultra-moderniste dans une parfaite acception du terme ; il se borne à sourire de la mentalité rétrograde des étouffeurs d'éclatante initiative et niveleurs de bon sens, — intelligences exigües que les manifestations prédominantes, incomprises, irritent. Combien Marshall a raison d'abandonner à leur tendresse ces partisans de paysages élaborés en chambres et de tableaux dits de chevalets — ou de chevet!... » (coupures de presse Le Lynx, 1907).
- « William Marshall est aussi un véridique et un triste qui ne se passe pas le travers de farder les choses : le Pont des Arts, le Pont Royal en hiver, tels que nous les aimons, lui apparaissent ennuagés des fumées et des brumes qui montent le fleuve; la foule de leurs passants familiers les anime de son perpétuel va-et-vient. Marshall sait surprendre l'âme subtile des villes et des campagnes sous leurs aspects les moins favorables en apparence. » (Leduc, Energie Française, 21 avril 1907).
- « Mr. T. Marshall understands post-impressionism from the more dignified and less fumiste point of view. The severe architectural lines of his finely-harmonized "Villefranche-sur-Mer" tell well giving a sense of permanence; "The Last of the Apple Blossom, Poigny" bold to the point of extravagance, suggests an explosion of vernal beauty, of youth and vigour. » (« M. T. Marshall comprend le post-impressionnisme d'une manière plus digne et moins fumiste que les autres. Les lignes architecturales sévères de son "Villefranche-sur-Mer", si harmonieux par ailleurs, en sont l'expression, avec une sensation de permanence; "La Fin de la floraison des pommiers à Poigny", audacieux jusqu'à l'extravagance, suggère une explosion de beauté printanière, de jeunesse et de vigueur. », The Daily Telegraph, 10 juillet 1911).
- « Les œuvres qu'expose M. Marshall affectent une sobriété très spéciale. Bords du canal Saint-Vinnemer, Villefranche, Verger, se font regarder à cause de cette simplicité de facture qui ne nuit en rien à leur effet. » (Boisard, Le Monde illustré, 12 juin 1907).
- « TWM a une série d’excellents paysages, d’une mise en place irréprochable, très vastes, les marines surtout, d’une facture très synthétique, mais très expressives : dans Bastia et le Couvent de Saint Antoine à travers les fourrés, l’horizon est à perte de vue, et on sent l’atmosphère terriblement brûlante » (La Vie Mondaine, 1913).
- « Esprit racé, dont on devine la culture et l'extrême sensibilité, T.W. Marshall transcende sans effort, dans un beau langage pictural, ses nus voluptueusement discrets, ses figures simples et nobles, ses intérieurs feutrés par la pénombre, ses paysages frémissants. » (Marc Avoy, Salon d'automne, 1987).
- « La leçon, l'apport de Thomas William Marshall, c'est que la nature est belle puisqu'elle s'offre à être peinte, que la vie est bonne puisqu'elle est source de beauté [...], que l'homme est toute grandeur, liberté et espérance [...] puisque l'art lui permet à chaque matin, à chaque nouveau tableau, à tout regard neuf, de recréer la splendeur du monde ! » (Jacques Foucart, Musée du Louvre, mai 1993).